# Anson (Wisconsin)
Anson è un comune degli Stati Uniti, situato in Wisconsin e in particolare nella Contea di Chippewa.